# Megiddo: The Omega Code 2
Meggido: The Omega Code 2 američki je SF film iz 2001. godine. Nastavak je filma Meggido: The Omega Code iz 1999. godine. Film je režirao Brian Trenchard-Smith, prema scenariju Johna Fasana i Stephana Blinna. Glazbu za film skladao je Peter Bernstein. Glavne uloge tumače Michael York, Michael Biehn i Diane Venora. Malenu ulogu u filmu ima tada dvadesetogodišnji i relativno nepoznati glumac, danas tinejdžerska zvijezda, Chad Michael Murray.

## Radnja
Stone i David Alexander braća su i sinovi uglednog političara. No, Stone je zapravo Sotona u ljudskom obliku. Mlađi brat, David, divi se Stoneu i smatra ga svojim uzorom. Obojica, slijedeći očeve stope, postaju političari. No, za razliku od Stonea, David ne teži svjetskoj dominaciji. Naposljetku, Stone postaje kancelar Europske unije i tako polako zavlada cijelim svijetom. Kada njegove namjere postaju očite, jedini koji ga može spriječiti je njegov mlađi brat David, sada predsjednik SAD-a, i Stoneova žena Gabriella, bivša Davidova velika ljubav.

## Uloge
- Michael York - Stone Alexander
- Michael Biehn - David Alexander
- Diane Venora - Gabriella Francini
- R. Lee Ermey - predsjednik Richard Benson
- Udo Kier - Čuvar

## Vanjske poveznice
- Megiddo: The Omega Code 2 u internetskoj bazi filmova IMDb-a